# Oliver J. Flanagan
Oliver J. Flanagan (* 22. Mai 1920 in Mountmellick, County Laois; † 26. April 1987) war ein irischer Politiker der Fine Gael.

## Biografie
Nach der Schulausbildung war Flanagan als Zimmermann und später als Auktionator tätig.
Seine politische Laufbahn begann bereits 1943 mit der erstmaligen Wahl zum Abgeordneten (Teachta Dála) des Unterhauses (Dáil Éireann). Dort vertrat er zunächst bis 1948 die Interessen der Monetary Reform Party im Wahlkreis Leix-Offaly. Anschließend war er bis 1954 unabhängiger Abgeordneter dieses Wahlkreises, ehe er danach der Fine Gael beitrat. Diese vertrat er schließlich bis 1987 weiter in dem 1961 in Laoighis-Offaly umbenannten Wahlkreis Leix-Offaly.
Bei seiner ersten Rede im Dáil zur Diskussion über Notstandsgesetzen wegen des Zweiten Weltkriegs forderte er am 9. Juli 1943 er Juden aus dem Land zu jagen und lobte die deutsche Politik:
„Wie kommt es, dass diese Gesetze nicht gegen die Juden gerichtet sind, die unseren Erlöser vor 1900 Jahren kreuzigten und die uns jeden Tag der Woche peinigen? Wie kommt es, dass sie nicht gegen die Freimaurer gerichtet sind?“ und später: „Es gibt eine Sache, die Deutschland tat, und das war, die Juden aus ihrem Land davonzujagen. … Wo Bienen sind, ist Honig, und wo Juden sind, da ist Geld“.
Er war Mitglied der Knights of Saint Columbanus und in allen moralischen Fragen äußerst konservativ. Er kritisierte die beliebte irische Talkshow The Late Late Show und sagte „Sex kam nicht nach Irland, bevor Telefís Éireann seine Ausstrahlungen begann.“ Dies wird meist als „es gab keinen Sex in Irland vor der Fernsehzeit“ wiedergegeben.
Nach seinem Eintritt in die Fine Gael berief ihn Premierminister (Taoiseach) John A. Costello von Juni 1954 bis März 1957 zum Parlamentarischen Sekretär beim Landwirtschaftsminister. Im Kabinett von Liam Cosgrave war Barrett zunächst von September 1975 bis Dezember 1976 Parlamentarischer Sekretär beim Verteidigungsminister. Im Rahmen einer Kabinettsumbildung erfolgte am 2. Dezember 1976 seine Ernennung zum Verteidigungsminister. Dieses Amt behielt er bis zum Ende von Cosgraves Amtszeit am 25. Mai 1977.
1987, wenige Wochen vor seinem Tode, verzichtete er auf eine erneute Kandidatur für das Unterhaus. Stattdessen wurde sein Sohn Charles Flanagan zum Abgeordneten im Wahlkreis Laoighis-Offaly gewählt.